# آدریان لولجارج
آدریان لولجارج (به انگلیسی: Adrian Lulgjuraj) (زاده ۱۹ اوت ۱۹۸۰) خواننده مونته‌نگرویی است.
او در مسابقه آواز یوروویژن ۲۰۱۳ به همراه بلدار سجکو نماینده آلبانی بود.